# ینس تسمکه
ینس تسمکه (انگلیسی: Jens Zemke؛ زادهٔ ۱۷ اکتبر ۱۹۶۶) دوچرخه‌سوار اهل آلمان است.